# Crassula numaisensis
Crassula numaisensis (лат.) — вид однолетних растений рода Толстянка (Crassula) семейства Толстянковые (Crassulaceae), естественно произрастающий на территории Намибии.

## Название
Родовое латинское название Crassula происходит от латинского слова crassus, — «толстый», в основном из-за присутствия у растений этого рода сочных листьев.
Видовой латинский эпитет numaisensis происходит от названия гор Нумаисе (Numais), расположенных на юго-западе Намибии, где данное растение произрастает.

## Ботаническое описание
Однолетние растения с широкораскидистыми ветвями, достигающими до 80 мм в длину. Листья сидячие, обратнояйцевидные, размером от 6 до 15 мм в длину и от 4 до 10 мм в ширину, тупые, зеленые и почти прозрачные.
Цветки пятичленные, отчетливо выделяющиеся на цветоносе. Чашечка состоит из продолговато-ланцетных частей, длиной 2–2,5 мм, с тупыми концами, голыми и зелеными. Венчик формирует почти чашеобразную структуру, сросшуюся у основания, белого цвета; его доли длиной 2 мм, тупые и раскидистые. Тычинки с жёлтыми пыльниками. Семена в количестве 6–8 штук выходят через апикальную пору листовки.
Период цветения: август, сентябрь.

## Распространение и экология
Распространен только в типичном местонахождении в горах Нумаис на юго-западе Юго-Западной Намибии; Растет в тенистых местах под гранитными валунами.

## Таксономия
Crassula numaisensis Friedrich, первое упоминание в Mitt. Bot. Staatssamml. München 6: 642 (1967).